# Abdullah Toprak (ur. 2005)
Abdullah Toprak (ur. 2005) – turecki zapaśnik walczący w stylu wolnym. Zajął dwunaste miejsce na mistrzostwach Europy w 2024.  
Trzeci na MŚ U-23 w 2023. Drugi na ME U-23 w 2025 i trzeci w 2024. Trzeci na MŚ juniorów w 2023. Mistrz Europy juniorów w 2024. Trzeci na ME kadetów 2021 roku.